# رعب المرتفعات (قصة)
رعب المرتفعات هي قصة رعب قصيرة من تأليف ارثر كونان دويل. تم نشرها لأول مرة في مجلة ستراند عام 1913.

## الملخص
يتم سرد القصة من خلال دفتر ملاحظات ملطخ بالدماء تم اكتشافه على حافة مزرعة في ويثيهام. المفكرة كتبها السيد جويس أرمسترونج، والصفحتان الأوله والاخيرة مفقودتان وهكذا أطلق على دفتر الملاحظات اسم شظية جويس أرمسترونج.

جويس أرمسترونج، طيار شجاع كان يشعر بالفضول بشأن وفاة بعض الطيارين الذين حاولوا تحطيم الرقم القياسي الحالي للارتفاع البالغ 30 ألف قدم. تشمل الإصابات الأخيرة بعض الوفيات الغريبة - توفي أحدهم، هاري كونور، بعد هبوطه بينما كان لايزال في طائرته، بينما تم اكتشاف اخر، ميرتل، فقد رأسه. يعتقد جويس أرمسترونج أن الرد على هذه الوفيات قد يكون نتيجة ما يسميه غابات الهواء
توجد أدغال في الهواء العلوي تقع إحداها فوق منطقة باو- بياريتز في فرنسا. واخر فوق رأسي بينما أكتب هنا في ويلتشير. أنا أفضل أن اعتقد أن هناك ثالث في منطقة هومبورغ فيسبادن.
يأخذ جويس أرمسترونج طائرته احادية السطح إلى ارتفاع 40 الف قدم ويكاد يصطدم بثلاثة نيازك. عندها يعلم أن تكهناته صحيحة توجد أنظمة بيئية كاملة غابات هواء في أعلى الغلاف الجوي، ويسكنها مخلوقات ضخمة، هلامية وشبه صلبه. بعد المرور عبر قطيع من الحيوانات التي تشبه قنديل البحر والثعابين ظاهريا، تعرض جويس أرمسترونج لهجوم من قبل مخلوق أكثر صلابة ولكنه غير متبلور بمنقار ومخالب يهرب منها بصعوبة ثم عاد إلى الأرض.

كتب الطيار أنه سيصعد مرة أخرى إلى الغابة الجوية ليجلب دليلا على اكتشافاته، ولكن هنا تنتهي القطعة، بإستثناء جملة أخيرة تنص على ما يلي:
ثلاثة وأربعون ألف قدم. لن أرى الأرض مره أخرى إنهم تحتي ثلاثة منهم ساعدني يا الله إنه موت رهيب.
ثم يوضح السرد خارج دفتر الملاحظات أن جويس أرمسترونج مفقود وأن طائرته أحادية السطح اكتشفت في حطام على حدود كينت وساسكس.

## المجموعات
ظهرت القصة في عدد من المجموعات، أولها خطر وقصص أخرى في عام 1918، وكذلك في مجموعات أكثر عمومية مثل المجلد الخامس الطريق إلى الخيال العلمي.

## الأقتباسات
شكلت القصة جزءًا من Forgotten Futures III .

## روابط خارجية
- حكايات الرعب والغموض في مشروع جوتنبرج
- رعب المرتفعات في صفحة الأدب
- رعب المرتفعات مع الرسوم التوضيحية من منشورها الأصلي في Forgotten Futures
- مسح رعب المرتفعات لصفحات المجلة الأصلية في Archive.org